# Alfred Kempe
Sir Alfred Bray Kempe (1849-1922) va ser un matemàtic aficionat anglès, conegut per haver demostrat el teorema dels quatre colors, tot i que aquesta demostració es va demostrar errònia més tard.

## Vida i Obra
Fill del rector de la parròquia de St. James de Londres, Kempe va fer els estudis secundaris a l'escola de St. Paul de la catedral de Londres. A continuació va passar al Trinity College (Cambridge), on es va graduar el 1872 amb una distinció especial en matemàtiques. Tot i així, va decidir iniciar-se en la carrera d'advocat, ingressant en el Inner Temple. Tota la resta de la seva vida va treballar de conseller jurídic, convertint-se en un gran expert en dret canònic, canceller de diverses diòcesis i secretari de la Comissió Reial de la Jurisdicció Eclesiàstica.
La seva afició per les matemàtiques el va portar a escriure alguns treballs que van tenir notable influència, com per exemple, els seus articles Memòria sobre la Forma Matemàtica (1886) i El tema central del pensament exacte (1890), van influir en l'obra de Peirce. Però el tema que el va fer més conegut, va ser la seva demostració del teorema dels quatre colors (1879) la qual, demostrant-la falsa John Percy Heawood onze anys més tard, va ser una de les fonts emprades en la demostració definitiva feta en el tercer terç del segle xx.